# Королівські повітряні сили Нідерландів
Королівські повітряні сили Нідерландів (RNLAF; нід. Koninklijke Luchtmacht (KLu), «Королівські повітряні сили») — підрозділ військової авіації збройних сил Нідерландів. Він був створений в 1953 році; його попередник, Luchtvaartafdeling (авіаційний департамент) голландської армії, був заснований у 1913 році. Пілотажна демонстраційна група Королівських ВПС Нідерландів, яка діяла з 1979 по 2019 рік, носила назву Solo Display Team.

## Історія

### Походження 1913 року
Королівські повітряні сили Нідерландів (нід. The Royal Netherlands Air Force) (RNLAF) є другою наймолодшою оперативною частиною збройних сил Нідерландів, яка складається з чотирьох частин: ВМС, Армії, ВПС і Марехауссі.
Нідерландська авіація почалася 1 липня 1913 року з заснування групи армійської авіації (Luchtvaartafdeling або LVA) на аеродромі Состерберг (vliegbasis Soesterberg) з чотирма пілотами. На момент заснування група армійської авіації мала один літак, Brik, який через кілька місяців був доповнений трьома французькими літаками Farman HF.20. Ці літаки незабаром застаріли, і голландський уряд замовив кілька винищувачів/розвідників Nieuport і Caudron для їх заміни.

### Перша світова війна (1914—1918)
Під час Першої світової війни Нідерланди зберігали нейтральну позицію, а група армійської авіації не брала участі в жодних діях, натомість розвиваючи можливості сил. Була відкрита підготовка пілотів для осіб нижче офіцерського складу, налагоджені технічні, аерофотознімальні, метеорологічні та навігаційні польоти. Нові аеродроми були створені в Арнемі, авіабазі Гілзе-Реєн, Венло та Флісінгені. Через війну було важко придбати відповідні літаки. У 1917 році це змінилося, і в 1918 році персонал нараховував 650 осіб.

### Міжвоєнний період
Після закінчення Першої світової війни уряд Нідерландів скоротив оборонний бюджет, і Група армійської авіації була майже розпущена. У зв'язку зі зростанням політичної напруженості в Європі наприкінці 1930-х років уряд знову спробував відновити збройні сили в 1938 році, але виникло багато проблем, не в останню чергу брак пілотів-інструкторів, штурманів і пілотів для керування новими багатомоторними літаками. Відсутність стандартизації та, як наслідок, проблеми з техобслуговуванням ускладнили завдання реконструкції.

### Друга світова війна та кінець 1940-х років

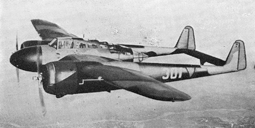
Фоккер Г. І. Яхткруйзер

З наближенням війни в липні 1939 року група армійської авіації була перейменована в бригаду армійської авіації (Luchtvaartbrigade).
У серпні 1939 року уряд Нідерландів мобілізував свої збройні сили, але через обмежений бюджет бригада армійської авіації експлуатувала лише 176 бойових літаків наступних типів:
- 16 бомбардувальників типу Fokker TV
- 36 одномоторних винищувачів Fokker D.XXI
- 35 двомоторних винищувачів Fokker GI
- 7 одномоторних винищувачів Fokker D.XVII
- 17 легких бомбардувальників Douglas DB-8A-3N
- 20 легких бомбардувальників Fokker CX
- 33 Літак-розвідник Fokker CV
- 20 артилерійських літаків-спостерігачів Koolhoven FK-51

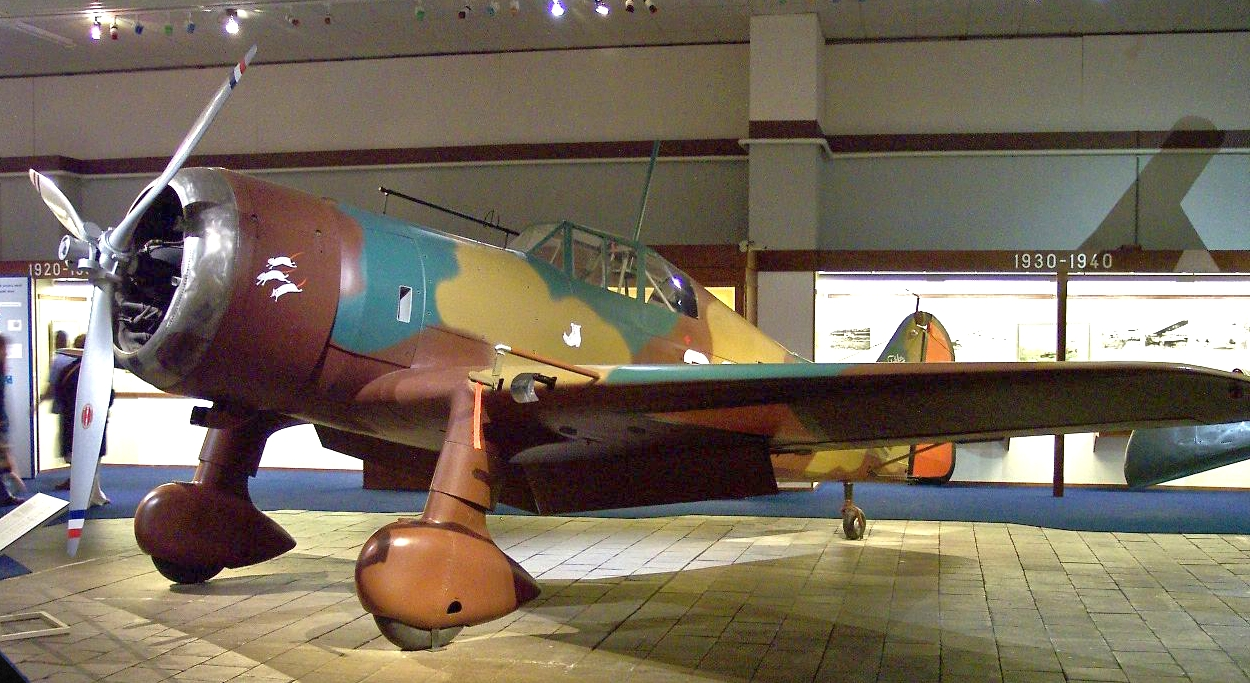
Fokker D.XXI в Музеї ВПС у Состерберзі

У травні 1940 року Німеччина напала на Нідерланди. Протягом п'яти днів голландська армійська авіаційна бригада була розгромлена Люфтваффе. Усі бомбардувальники бригади, а також 30 винищувачів D.XXI та 17 GI були збиті; два D.XXI і вісім GI були знищені на землі. Два ГІ були захоплені німецькими військами, один з яких пізніше був доставлений до Англії пілотом Fokker. Бомбардувальники Douglas використовувалися як винищувачі, оскільки відповідних бомб не було в наявності; ці літаки погано підходили для цієї ролі, і вісім були збиті, а три знищені на землі в перші години конфлікту.
Незважаючи на свою чисельну перевагу, Люфтваффе втратило 350 літаків під час завоювання Нідерландів, багато з яких через зенітний вогонь і падіння на імпровізованих посадкових майданчиках у Нідерландах, а не через дії голландських винищувачів. Ціна була високою — майже 95 % нідерландських пілотів були втрачені. На знак визнання їхніх дій королева Вільгельміна нагородила найвищою голландською військовою нагородою, Militaire Willemsorde (MWO), до бригади армійської авіації колективно.
У 1942 році в Канберрі було створено 18 (NEI) ескадрилью, спільний голландсько-австралійський підрозділ, оснащений бомбардувальниками B-25 Mitchell . Він брав участь у кампанії на Новій Гвінеї та над Голландською Ост-Індією. У 1943 році була створена 120 (NEI) ескадрилья. Оснащений винищувачами Kittyhawk, він виконував багато місій під австралійським командуванням, включаючи відвоювання голландської Нової Гвінеї.

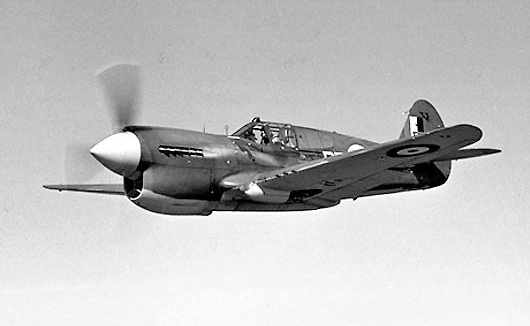
Curtiss P-40 Warhawk

У червні 1943 року в Англії була створена голландська винищувальна ескадрилья. 322 (голландська) ескадрилья, оснащена Supermarine Spitfire, брала участь у бойових діях у складі Королівських ВПС. На літаках 322 Sqn були зображені британські круглі кольори RAF, а також голландський помаранчевий трикутник. 322 Sqn було успішно розгорнуто проти літаючих бомб V-1. З середини 1944 року, під час вторгнення в Нормандію, він виконував наземні ударні місії над Францією та Бельгією.
У липні 1944 року в Лондоні було створено Директорат нідерландської авіації.
У 1947 році його призначено начальником штабу ВПС.

### 1950-1960-ті роки
У 1951 році кілька небойових функцій в армійській авіації було відкрито для жінок.
27 березня 1953 року Королівські ВПС Нідерландів офіційно стали незалежною частиною голландських збройних сил, а не частиною армії.
- Spitfire Mk.IX використовувався 322 ескадрильєю RNLAF до 1954 року, але був замінений у міру створення нових ескадрилій.
- Gloster Meteor F Mk.IV використовувався 322, 323, 324, 325, 326, 327 і 328 ескадрильями з 1948 по 1957 рік. Бази включали Состерберг і Леуварден.
- Gloster Meteor F Mk.VIII використовувався 322, 323, 324, 325, 326, 327 і 328 sqn з 1951 по 1958 рік.

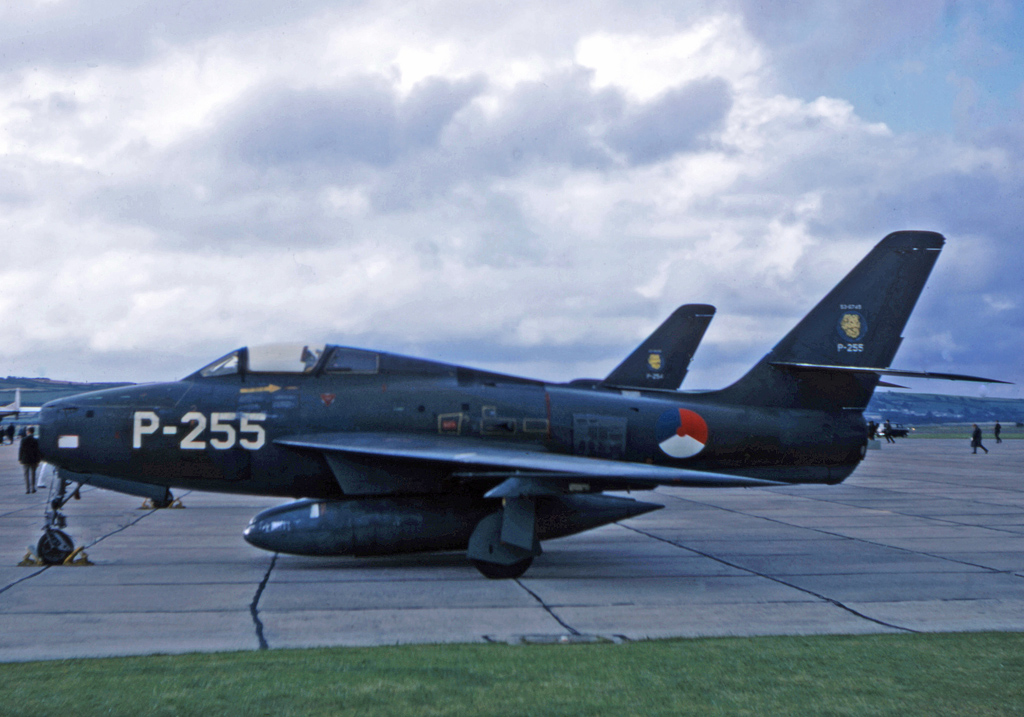
F-84F Thunderstreaks 315-ї ескадрильї RNAF, оснащеної додатковими паливними баками на ВПС Чівенора в 1969 році

Після вступу Нідерландів до НАТО з'явилося ще одне нове командування: Тактичне повітряне командування (Commando Tactische Luchtstrijdkrachten, скорочено ""CTL).
- CTL складався з семи нових ударних ескадрилій (306, 311, 312, 313, 314, 315 і 316 sqn), усі оснащені Republic F-84G Thunderjet . Ці літаки були поставлені Сполученими Штатами в рамках Програми взаємної оборонної допомоги з 1952 по 1956 рік. 311 був першою літаючою ескадрильєю, яка була спущена на озброєння у Волкелі 1 травня 1951 року.[4]
- 322, 323, 324, 325, 326 і 327 Sqn керували Hawker Hunter F Mk.4 між 1955 і 1964 роками, а 322, 324, 325 і 326 Sqn керували Hawker Hunter F Mk.6 між 1957 і 1968 роками.
- 700, 701 і 702 Sqn експлуатували північноамериканський всепогодний винищувач F-86K Sabre між 1955 і 1964 роками.
- 306, 311, 312, 313, 314, 315 і 316 Sqn змінили конфігурацію літаків з 1955 по 1970 роки, коли стали доступними Republic F-84F Thunderstreak і RF-84F Thunderflash .

### Колишня Югославія

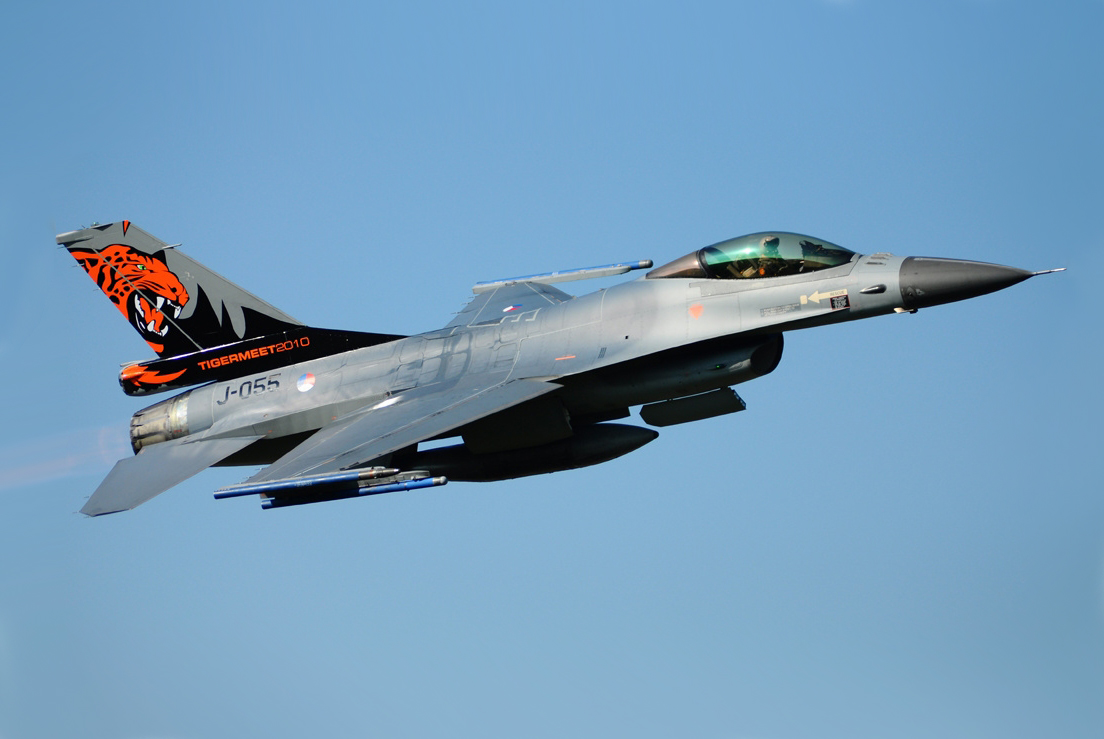
F-16 Королівських ВПС Нідерландів прибуває на Royal International Air Tattoo, Англія, 2014 рік

У 1992 році закрита авіабаза Іпенбург . Після того, як ВПС США передали свою частину Состерберга у вересні 1994 року, Состерберг став базою транспортних гелікоптерів RNLAF з 298 ескадрильєю CH-47D Chinoo) і 300 ескадрильєю AS 532U2 Cougar Mk2 і SA 316 Alouette II), розміщеними на базі.
F-16 RNLAF брали участь у всіх операціях над Югославією з 1993 року: Денай флайт, включаючи Deliberate Force у 1995 році та завершуючи операцією Allied Force у 1999 році з двох баз в Італії. Спочатку з Villafranca AB на півночі Італії, пізніше переїхав на південь до Amendola AB. Під час операцій над RNLAF СРЮ F-16 виконували розвідувальні польоти (306 загонів Sqn з Volkel AB перебували на театрі бойових дій), забезпечували боснійську заборонену для польотів зону, скидали бомби на Udbina AB (1994), успішно скинули некеровану бомбу на переміщення сербського танка під час падіння Сребрениці (1995) і брав участь у Deliberate Force пізніше влітку 1995 року.

### Операція Enduring Freedom і НАТО в Афганістані
2 жовтня 2002 року тринаціональний загін із 18 голландських, датських і норвезьких штурмовиків F-16 і одного голландського танкера KDC-10 був розгорнутий на авіабазі Манас у Киргизстані для підтримки сухопутних сил в Афганістані в рамках операції «Незламна свобода». KDC-10 повернувся до Нідерландів 1 квітня 2003 року, а голландський загін F-16 — 1 жовтня 2003 року. RNLAF повернувся в Manas AB 8 вересня 2004 року з п'ятьма F-16 і одним KDC-10 на підтримку президентських виборів в Афганістані. Цього разу літак летів під прапором НАТО ISAF. 24 березня 2005 року голландський загін перекинувся з Manas AB до міжнародного аеропорту Кабула. Загін із шести гелікоптерів AH-64D Apache уже дислокувався в міжнародному аеропорту Кабула з квітня 2004 року до березня 2005 року. 

### 2010/2020 роки

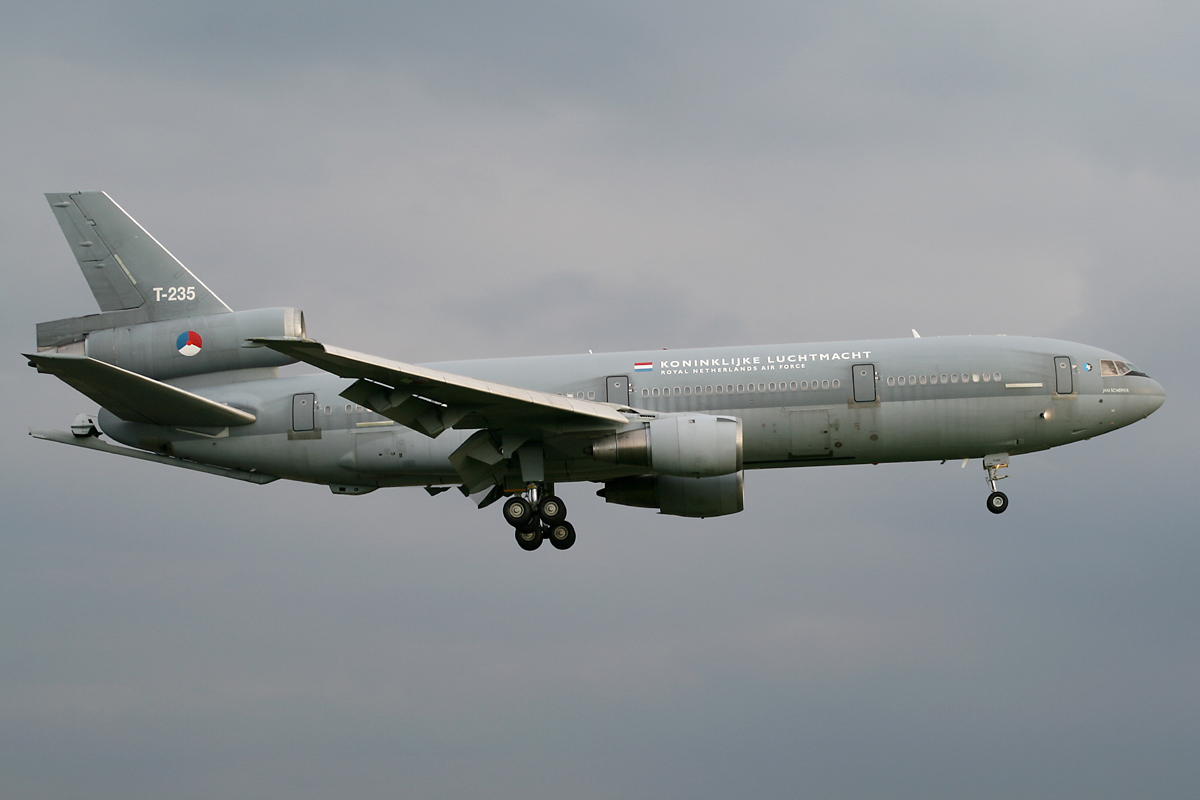
KDC-10 на підтримку літаків НАТО

У 2013 році Королівські ВПС Нідерландів надали стратегічній авіаційній підтримці KDC-10 для підтримки французьких операцій у Малі.
RNLAF сильно постраждали від скорочення оборони в Нідерландах після фінансової кризи 2008 року. 311-а ескадрилья була розформована у вересні 2012 року, залишивши чотири ескадрильї F-16, а один транспортний літак DC-10 було утилізовано.
У жовтні 2014 року ВПС Нідерландів приєдналися до США та їхніх союзників у боротьбі з ІДІЛ, розгорнувши вісім F-16 (з яких два в резерві) в Йорданії. 31 жовтня 2014 року 323 ескадрилья Tactess (F-16) була розформована, а її літаки та особовий склад були об'єднані в 322 ескадрилью. Наступної середи (5 листопада) ескадрилья була переформована в США як перший підрозділ RNLAF Joint Strike Fighter. 303 ескадрилья (Agusta Bell AB 412SP) забезпечувала пошук і порятунок у Голландському районі польотної інформації) до 1 січня 2015 року, коли підрозділ було розформовано.

### Операція Внутрішня Рішучість— Ірак і Сирія
З 2014 року Королівські ВПС Нідерландів надали вісім F-16 на підтримку коаліції, що бореться з ІД. Літаки спочатку були розгорнуті в Іраку, а пізніше в Сирії. Місія була передана ВПС Бельгії в липні 2016 року після більш ніж 2100 польотів, із застосуванням зброї понад 1800 разів. Королівські ВПС Нідерландів зробили великий внесок у місії, які виконували коаліційні сили, і користувалися великим попитом. З 2017 року RNLAF KDC-10 і C-130 Hercules розгортаються на аеродромі на Близькому Сході для допомоги очолюваній Сполученими Штатами коаліції в операції Inherent Resolve.

## Структура Королівських ВПС Нідерландів
- Командувач Королівськими ВПС Нідерландів[9]
  - Командний штаб ВПС
  - Авіабаза Волкел
  - Авіабаза Леуварден
  - Авіабаза Ейндговен
  - Вертолітне командування оборони
  - Станція управління повітряними операціями Nieuw-Milligen
  - Королівська військова школа ВПС Нідерландів — авіабаза Военсдрехт
  - Логістичний центр Woensdrecht
  - Центр людей і авіації

RNAF перебуває в процесі реструктуризації на чотири основні командування:
- Повітряне бойове командування (ACC),[11] об'єднує авіабази Леуварден і Волкел і станцію управління повітряними операціями Nieuw Milligen шляхом реструктуризації Департаменту штабу ВПС з винищувальних операцій (Afdeling Jachtvlieg Operaties (AJO))
- Air Mobility Command (AMC) на базі авіабази Ейндховен шляхом реструктуризації Департаменту авіаційних операцій штабу ВПС (Afdelingen Luchttransport Operaties (АЛЬТ)). Авіабаза Ейндговен була офіційно перетворена та позначена як Vliegbasis Eindhoven — Air Mobility Command.[12]
- Оборонне вертолітне командування (DHC) — раніше об'єднане командування тактичних вертольотів Королівських ВПС Нідерландів і морських вертольотів Королівських ВМС Нідерландів було повністю інтегроване в RNAF.
- Командування повітряної підтримки (КПА) — наземна оперативна підтримка льотних частин.

Іншим командуванням, пов'язаним з повітряною війною, є Об'єднане командування наземної протиповітряної оборони. Батареї протиракетної протиракетної оборони Patriot і Stinger RNAF є частиною військово-повітряних сил, але оперативно підпорядковані JGADC разом із 61-ю групою протиракетної протиповітряної оборони ВПС Німеччини. JGADC підпорядковується Королівській армії Нідерландів. Реформа структури збройних сил здійснюється відповідно до концепції під назвою ВПС п'ятого покоління (5e generatie luchtmacht) і на додаток до перегрупування RNAF у чотирьох основних командуваннях, концепція планує:
- заміна F-16 на F-35 у складі трьох ескадрилій
- заміна KDC-10 на A330MRTT
- заміна C-130H Hercules на 5 Embraer C-390 Millenium
- впровадження додаткових і озброєних MQ-9 Reaper[14]
- формування осередку цільової підтримки
- оновлення парку Chinook до стандарту CH-47F MYII CAAS
- формування потенціалу повітряного командування та управління
- формування Fighter Center of Excellence
- модернізація та перенаправлення флоту Cougar на підтримку ротаційного крила Сил спеціальних операцій
- модернізація AH-64D Apache до стандарту AH-64E Guardian
- формування Національного центру повітряно-космічних операцій (NASOC)
- придбання тактичної та стратегічної зброї повітря-земля для F-35 і MQ-9
- заміна навчально-тренувального літака PC-7

## Оснащення
Згідно з даними IISS The Military Balance на 2022 рік Військово-повітряні сили Нідерландів мали у своєму розпорядженні таку техніку:
| Найменування         | Країна походження | Фото          | Тип                                          | Варіант       | Кількість                                 | Примітки |
| Бойові літаки        | Бойові літаки     | Бойові літаки | Бойові літаки                                | Бойові літаки | Бойові літаки                             | Бойові літаки |
| -------------------- | ----------------- | ------------- | -------------------------------------------- | ------------- | ----------------------------------------- | --- |
| F-35 Lightning II    | США               |               | багатоцільовий винищувач                     | F-35A         | 34/52 літаків вже в строю ВПС Нідерландів | всього буде замовлено 52 літаків для ВПС Нідерландів |

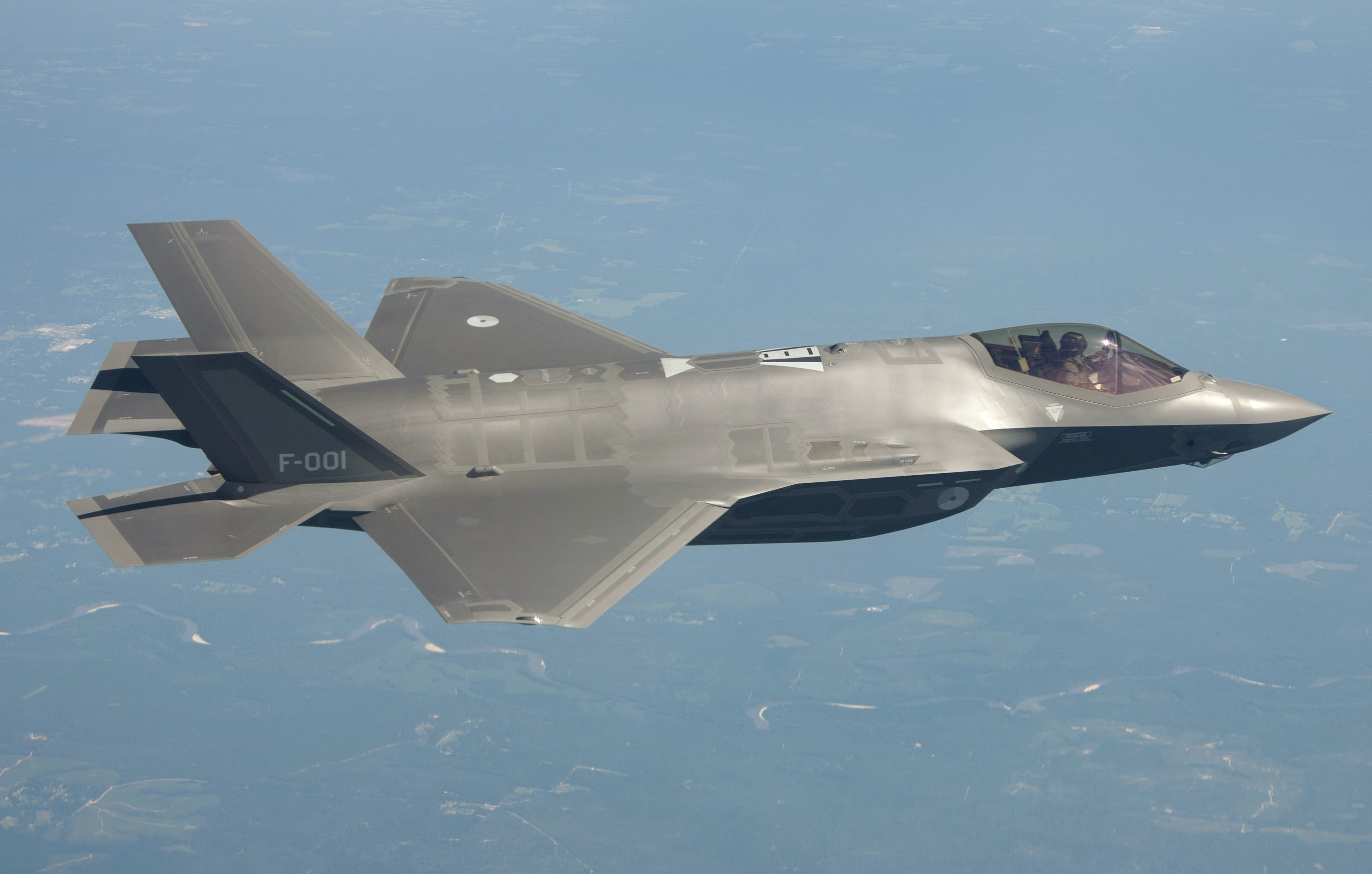
F-35A в польоті до авіабази Еглін

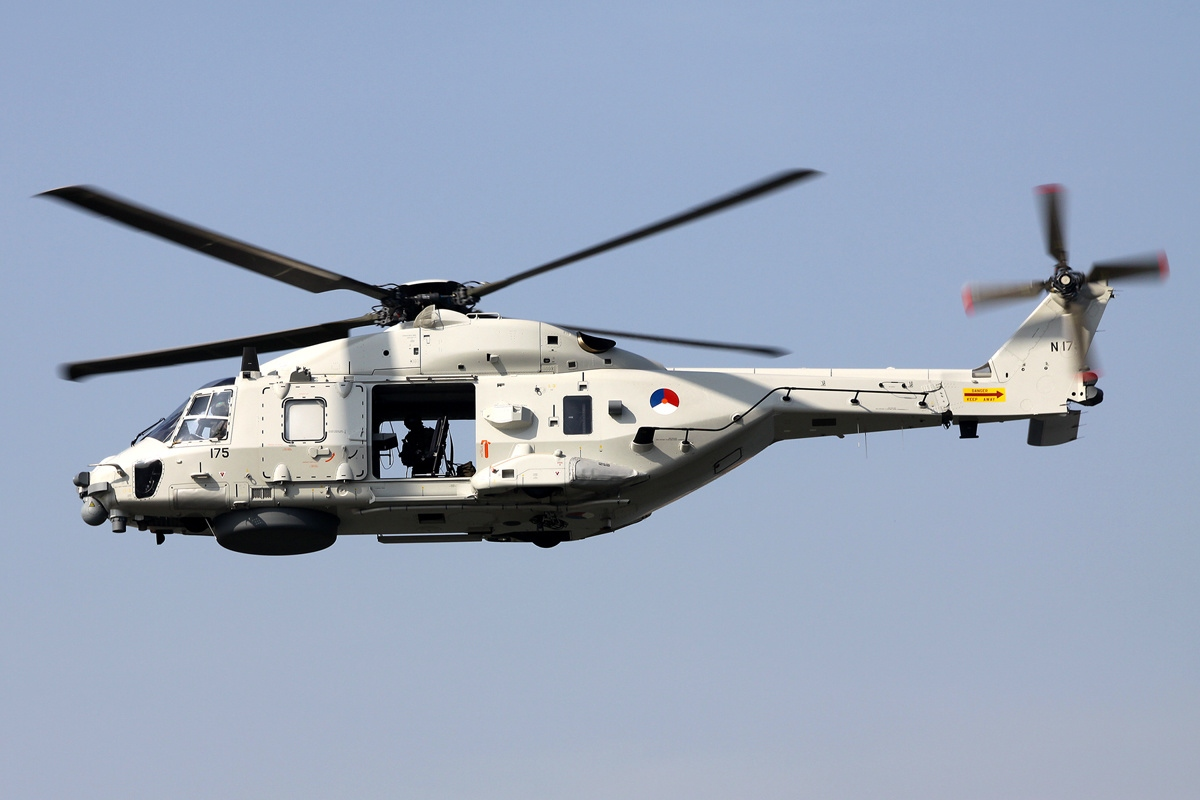
Гелікоптер NH90 NFH

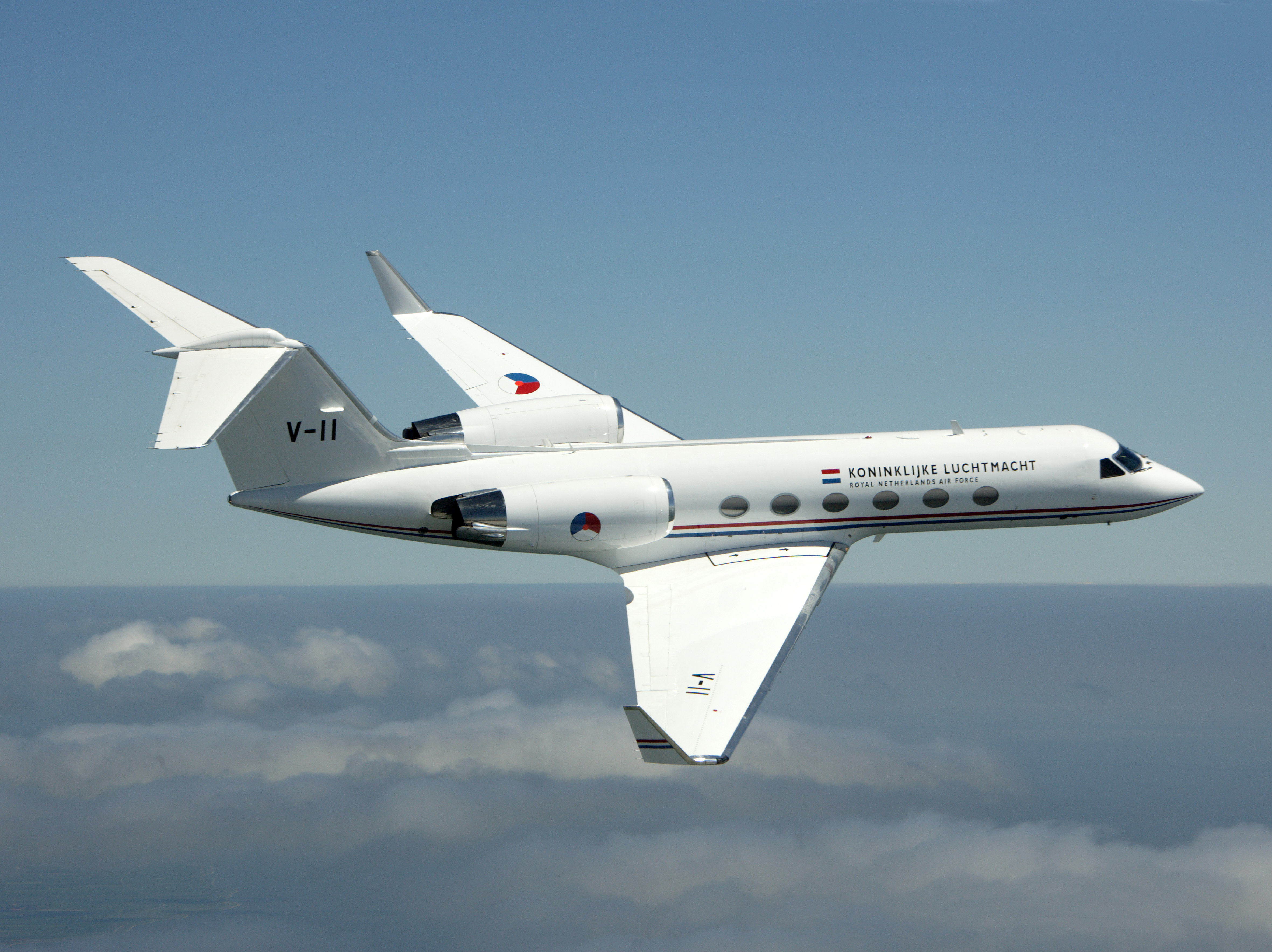
Gulfstream IV у польоті

| F-16 Fighting Falcon | США               |               | багатоцільовий винищувач                     | F-16AM        | 42 (2023 рік)                             | Всі літаки F-16 буде передано Україні уряд Нідерландів та члени НАТО дозволили поставку винищувачів Україні. Повністю всі винищувачі F-16 Нідерланди передають Україні літаки від 2023 року |
| Літаки заправники    |                   |               |                                              |               |                                           | |
| Airbus A330 MRTT     | Франція           |               | заправник                                    |               | 7                                         | ще 2 замовлено використовується для флоту MMR НАТО |
| Транспортні літаки   |                   |               |                                              |               |                                           | |
| Airbus A400M         | Європейський Союз |               | Транспортний літак                           |               | 7                                         | |
| С-130 Геркулес       | США               |               | військово-транспортний                       | C-130H        | 4                                         | 2 варіанти C-130H та C-130H-30 |
| Гольфстрім 650       | США               |               | VIP транспорт                                | 650ER         |                                           | 1 замовлено |
| Gulfstream IV        | США               |               | VIP транспорт                                |               |                                           | 1 |
| Embraer C-390        | Бразилія          |               | військово-транспортний                       |               |                                           | 5 замовлено |
| Гелікоптери          |                   |               |                                              |               |                                           | |
| Боїнг СН-47          | США               |               | багатоцільовий                               | CH-47F CH-47D | 20+6                                      | |
| AH-64 Apache         | США               |               | ударний                                      | AH-64D/E      | 22 / 6                                    | модернізується до AH-64E |
| Єврокоптер AS532     | Франція           |               | військово-транспортний/ пошуково-рятувальний |               | 12                                        | |
| NH90                 | Європейський Союз |               | військово-транспортний/ протичовновий        | T/NFH         |                                           | 19 замовлено використовується в Королівському флоті Нідерландів |
| AgustaWestland AW109 | Італія            |               | Розвідник/Медична евакуація                  | A109BAi       |                                           | 13 |
| Навчальні літаки     |                   |               |                                              |               |                                           | |
| Pilatus PC-7         | Швейцарія         |               | навчально-тренувальний                       |               | 13                                        | |
| F-35 Lightning II    | США               |               | навчально-тренувальний                       | F-35A         | 8                                         | тренування проводяться на авіабазі Люк, що використовується для ОПТЕВ |
| БПЛА                 |                   |               |                                              |               |                                           | |
| MQ-9 Reaper          | США               |               | розвідувально-ударний                        | блок V        | 4/8                                       | ще 4 замовлено |

### F-35
Для заміни свого флоту F-16 RNLAF розглядала Dassault Rafale, Lockheed Martin F-16 Block 52/60, Eurofighter Typhoon, Saab Gripen, F/A-18 Super Hornet і Lockheed Martin F-35. У 2002 році Нідерланди підписали Меморандум про взаєморозуміння (MOU) щодо спільної розробки F-35 як партнер рівня 2. Два випробувальні літаки були замовлені між 2009 і 2011 роками. Два F-35A були доставлені для програми випробувань і для навчання пілотів і екіпажу технічного обслуговування. Цей перший літак розміщений на базі у Флориді, США.
17 вересня 2013 року F-35A було офіційно обрано на заміну F-16 MLU Королівських ВПС Нідерландів. У лютому 2014 року парламент схвалив закупівлю першої партії з восьми літаків F-35, які будуть поставлені з 2019 року. У вересні 2013 року Міністерство оборони оголосило, що закупить 35 додаткових F-35A в період з 2014 по 2023 рік, довівши загальну кількість до 37, максимальна кількість, яка відповідає початковому бюджету на заміну F-16. Було підтверджено придбання спочатку 37 F-35A. У грудні 2018 року уряд Нідерландів оголосив про закупівлю 15 додаткових літаків для третьої ескадрильї НАТО загальною кількістю 52 літаки, першу партію з 9 додаткових літаків було замовлено у 2019 році.
У 2022 році було оголошено про придбання 6 додаткових літаків F35 для створення третьої ескадрильї за запитом НАТО, довівши загальну кількість літаків до 52.